# Obiectivul de Dezvoltare Durabilă 17
Obiectivul de dezvoltare durabilă 17 (ODD 17 sau Obiectivul Global 17) - „Parteneriate pentru obiective” este unul dintre cele 17 Obiective de Dezvoltare Durabilă adoptate de Națiunile Unite în 2015. Potrivit Organizației Națiunilor Unite, obiectivul este: „Consolidarea mijloacelor de implementare și revitalizarea parteneriatului global pentru dezvoltare durabilă”. ODD 17 se referă la necesitatea unor colaborări inter-sectoriale și trans-sectoriale nehegemonice și echitabile pentru atingerea tuturor obiectivelor până în anul 2030. De asemena, ODD 17 constituie un apel către țările lumii pentru de a-și alinia politicile.
ODD 17 este o viziune pentru un comerț îmbunătățit și mai echitabil, precum și inițiative de investiții coordonate pentru a promova dezvoltarea durabilă dincolo de granițe. Este vorba despre consolidarea și eficientizarea cooperării dintre statele-națiune, atât dezvoltate, cât și în curs de dezvoltare, folosind ODD-urile ca un cadru comun și o viziune comună pentru definirea acelei căi colaborative de urmat. Acesta caută să promoveze comerțul internațional și un sistem comercial echitabil.
Obiectivul are 17 ținte care trebuie atinse până în 2030, împărțite în cinci categorii: finanțare, tehnologie, consolidarea capacității, comerț și probleme sistemice. Progresul către ținte va fi măsurat prin 25 de indicatori. Toate țintele sunt considerate mijloace de implementare.
Cu investiții anuale între 5 și 7 trilioane USD necesare pentru atingerea ODD-urilor, valoarea totală a Asistenței Oficiale pentru Dezvoltare a ajuns la 147,2 miliarde USD în 2017. Această valoare, deși constantă, este sub ținta stabilită. În 2016, șase țări și-au îndeplinit obiectivul internațional de a menține suma alocată ca Asistență Oficială pentru Dezvoltare la sau peste 0,7% din venitul național brut. În 2017, transferurile internaționale s-au ridicat la 613 miliarde USD, cu 76% destinate investițiilor în țările în curs de dezvoltare. De asemenea, piața obligațiunilor pentru afaceri durabile este în creștere. În 2018, obligațiunile verzi globale au ajuns la 155,5 miliarde USD, în creștere cu 78% față de 2017.
Crizele umanitare provocate de conflicte sau dezastre naturale au continuat să solicite mai multe resurse financiare și ajutor financiar. Chiar și așa, multe țări necesită, de asemenea, asistență oficială pentru dezvoltare pentru a încuraja dezvoltarea și comerțul. Harta progresului global pentru ODD 17 arată că provocări semnificative rămân probabile în majoritatea zonelor lumii. Multe regiuni cu un statut economic puternic au rezultate foarte slabe, cum ar fi Statele Unite ale Americii și o mare parte din Europa.

## Context
Obiectivele de dezvoltare durabilă sunt o colecție de 17 obiective globale stabilite de Națiunile Unite pentru a fi implementate până în anul 2030. O agendă de dezvoltare durabilă de succes necesită parteneriate între guverne, sectorul privat și societatea civilă . Aceste parteneriate incluzive, construite pe principii și valori, viziune comună și obiective comune care plasează oamenii și planeta în centru, sunt necesare la nivel global, regional, național și local. ODD 17 vizează investiții pe termen lung pentru întărirea sectoarelor și companiilor care au nevoie de sprijin, în special din țările în curs de dezvoltare. Scopul său principal atinge îmbunătățirea următoarelor domenii ale unei țări: energie, infrastructură, sisteme de transport, infrastructură IT a diferitelor tehnologii de comunicații. Cadrul de dezvoltare acoperă evaluarea și urmărirea reglementării structurii sectorului respectiv pentru a atrage mai multe proiecte de investiții în acea țară, ceea ce conduce la îmbunătățirea standardelor economice.
În timp ce fluxurile de Asistență Oficială pentru Dezvoltare continuă să atingă recorduri, creșterea din 2022 este atribuită în principal cheltuielilor pentru refugiați din țările donatoare și ajutorului acordat Ucrainei.
În ciuda unei îmbunătățiri cu 65% a accesului la internet din 2015, progresul în reducerea decalajului digital a încetinit după pandemie.
În 2022, se estimează că 66% din populația lumii (5,3 miliarde de persoane) a folosit internetul, comparativ cu 40% (3 miliarde) în 2015. La nivel global, cu 259 de milioane mai mulți bărbați decât femei au folosit internetul în același an.
Finanțarea internațională pentru date și statistici s-a ridicat la doar 541 milioane USD în 2020, o scădere de peste 100 milioane USD și 138 milioane USD față de nivelurile de finanțare din 2019 și, respectiv, 2018. Între 2018 și 2020, finanțarea AOD pentru date a scăzut cu peste 20%.
Comerțul total de tehnologii ecologice (Environmentally Sound Technologies) în 2020 a fost de 2.364 miliarde USD, o creștere cu 5% față de 2015.

## Ținte, indicatori și progres
ONU a definit 19 ținte și 25 indicatori pentru ODD 17. Cele 19 ținte sunt: mobilizarea resurselor pentru îmbunătățirea colectării veniturilor interne (17.1), implementarea tuturor angajamentelor de asistență pentru dezvoltare (17.2), mobilizarea resurselor financiare destinate țărilor în curs de dezvoltare (17.3), sprijinirea țărilor în curs de dezvoltare în atingerea sustenabilității datoriei (17.4), investiții în țările cel mai puțin dezvoltate (17.5), împărtășirea cunoștințelor și cooperarea în domeniile științei, tehnologiei și inovării (17.6), promovarea tehnologiilor durabile în țările în curs de dezvoltare (17.7), consolidarea capacităților în domeniile științei, tehnologiei și inovării din țările cel mai puțin dezvoltate (17.8), creșterea capacităților din domeniul ODD în țările în curs de dezvoltare (17.9), promovarea unui sistem comercial universal în cadrul OMC (17.10), creșterea exporturilor țărilor în curs de dezvoltare (17.11), eliminarea barierelor comerciale pentru țările cel mai puțin dezvoltate (17.12), consolidarea stabilității macroeconomice globale (17.13), îmbunătățirea coerenței politicilor privind dezvoltarea durabilă (17.14), implementarea politicilor de dezvoltare durabilă cu respectarea politicilor naționale (17.15), consolidarea parteneriatului global pentru dezvoltare durabilă (17.16), încurajarea parteneriatelor eficiente (17.17), creșterea disponibilității datelor viabile (17.18), continuarea dezvoltării monitorizării progresului (17.19).

### Ținta 17.1: Mobilizarea resurselor pentru îmbunătățirea colectării veniturilor interne

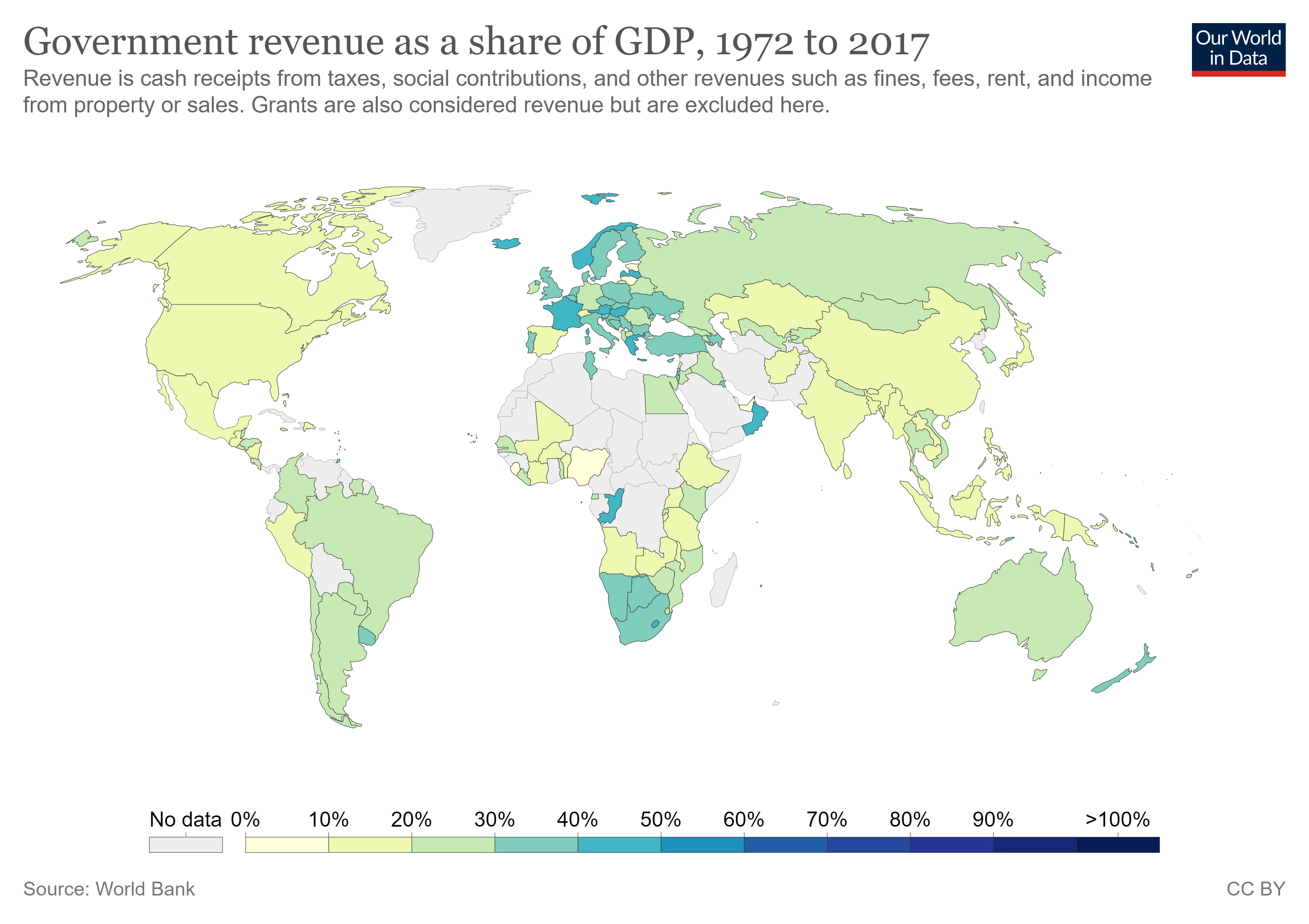
Harta lumii pentru indicatorul 17.1.1: Venituri guvernamentale totale ca pondere din PIB. Veniturile sunt încasări în numerar din impozite, contribuții sociale și alte venituri, cum ar fi amenzi

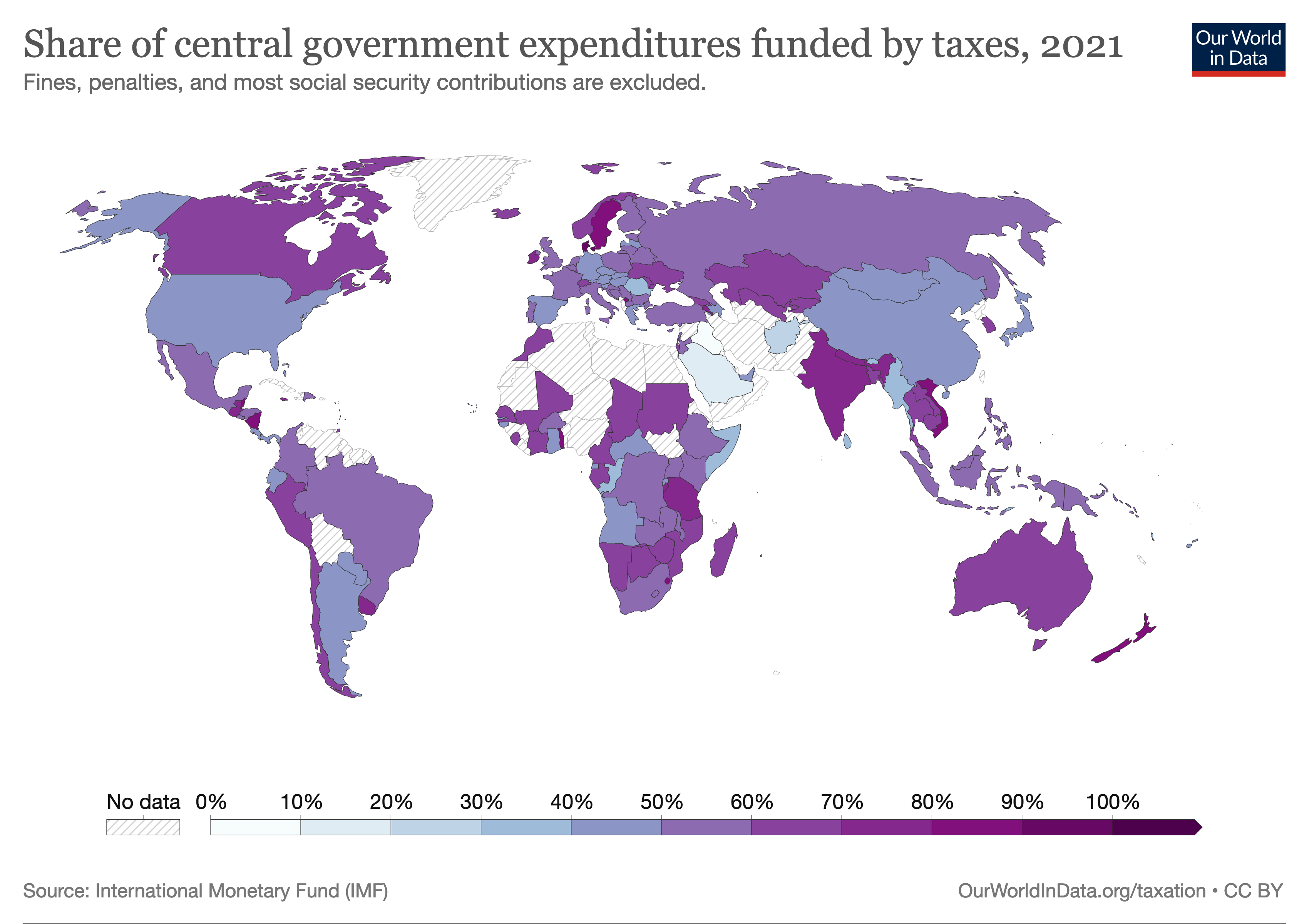
Harta lumii pentru indicatorul 17.1.2: Cheltuieli din bugetul intern finanțate din impozitele interne ca pondere din PIB

Textul integral al Țintei 17.1 este: „Mobilizarea resurselor pentru îmbunătățirea colectării veniturilor interne: consolidarea mobilizării resurselor interne, inclusiv prin sprijin internațional acordat țărilor în curs de dezvoltare, pentru îmbunătățirea capacității naționale de colectare a impozitelor și a altor venituri”.
Această țintă are doi indicatori:
- indicatorul 17.1.1: „Venituri guvernamentale totale ca pondere din PIB, după sursă”,
- indicatorul 17.1.2: „Cheltuieli din bugetul intern finanțate din impozitele interne ca pondere din PIB”.

### Ținta 17.2: Implementarea tuturor angajamentelor de asistență pentru dezvoltare
Textul integral al Țintei 17.2 este: „Implementarea tuturor angajamentelor de asistență pentru dezvoltare: țările dezvoltate să își respecte integral angajamentele de Asistență Oficială pentru Dezvoltare, inclusiv angajamentul multor țări dezvoltate de a atinge ținta de 0,7% din Venitul Național Brut pentru Asistența Oficială pentru Dezvoltare (AOD/VNB) către țările în curs de dezvoltare și 0,15 până la 0,20% din AOD/VNB către țările cel mai puțin dezvoltate, furnizorii de AOD fiind încurajați să ia în considerare stabilirea unui obiectiv de a furniza cel puțin 0,20% din AOD/VNB țărilor cel mai puțin dezvoltate".
Această țintă are un singur indicator: indicatorul 17.2.1 reprezintă „Valoarea netă a Asistenței Oficiale pentru Dezvoltare, totală și destinată țărilor cel mai puțin dezvoltate, ca pondere din Venitul Național Brut (VNB) al membrilor donatori ai Comitetului de asistență pentru dezvoltare al Organizației pentru Cooperare și Dezvoltare Economică”.

### Ținta 17.3: Mobilizarea resurselor financiare destinate țărilor în curs de dezvoltare

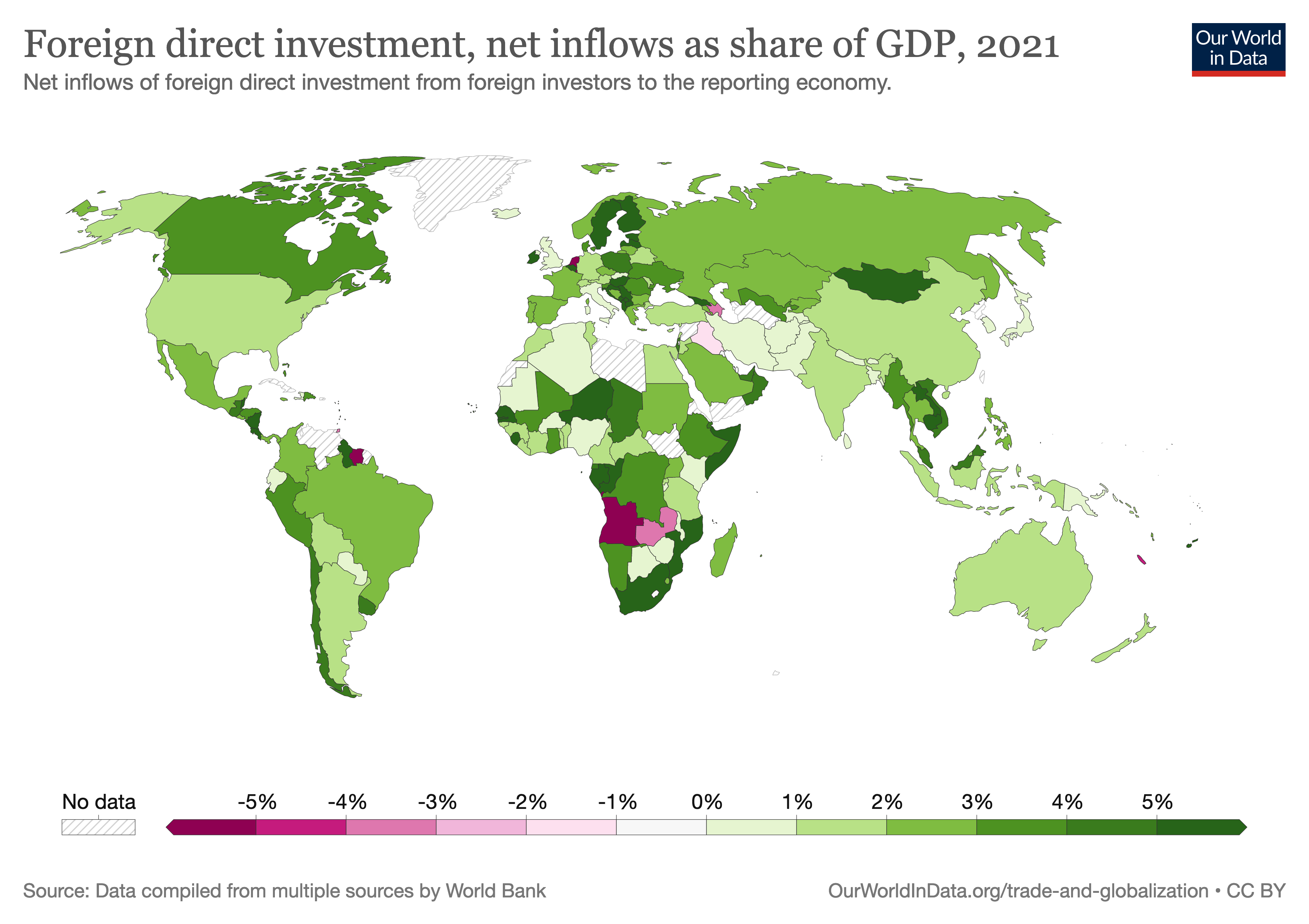
Harta lumii pentru indicatorul 17.3.1: Intrările de investiții străine directe ca pondere din PIB

Textul integral al Țintei 17.3 este: „Mobilizarea resurselor financiare suplimentare destinate țărilor în curs de dezvoltare din mai multe surse".
Această țintă are doi indicatori:
- indicatorul 17.3.1: „Resurse financiare suplimentare mobilizate pentru țările în curs de dezvoltare din surse multiple”,
- indicatorul 17.3.2: „Volumul plăților către țările în curs de dezvoltare (în dolari SUA) ca pondere din PIB-ul total”.

Unele dintre implicațiile pandemiei COVID-19 sunt legate de scăderea resurselor financiare destinate țărilor în curs de dezvoltare de la 554 miliarde USD până în 2019 la 445 miliarde USD în 2020. Această situație va afecta țările cu venituri mici și medii, precum și gospodăriile sărace.

### Ținta 17.4: Sprijinirea țărilor în curs de dezvoltare în atingerea sustenabilității datoriei

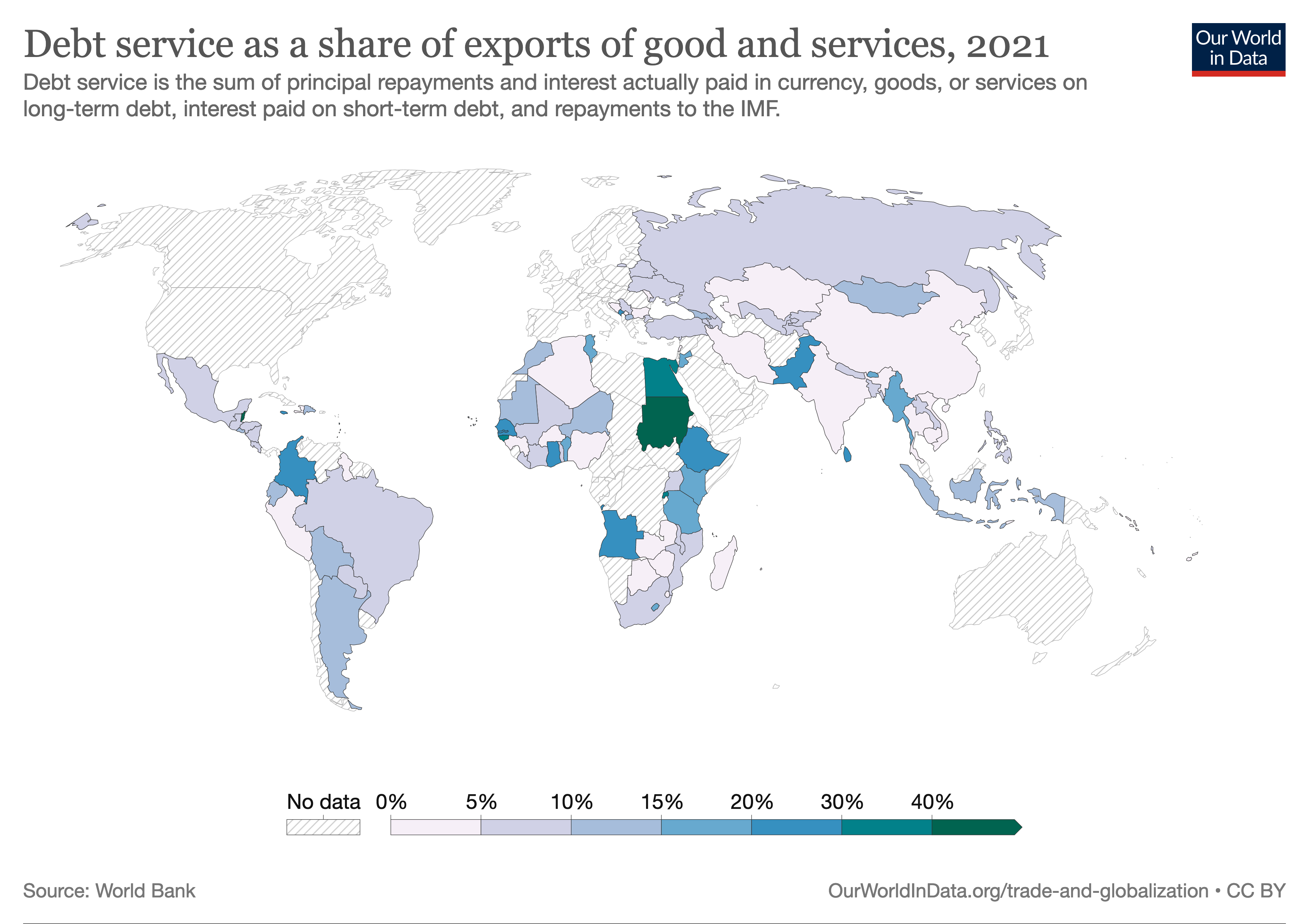
Harta lumii pentru indicatorul 17.4.1: Serviciul datoriei ca pondere din exporturile de bunuri și servicii

Textul integral al Țintei 17.4 este: „Sprijinirea țărilor în curs de dezvoltare în atingerea sustenabilității datoriilor pe termen lung prin politici coordonate menite să stimuleze finanțarea, reducerea și restructurarea datoriilor". 
Această țintă un singur indicator: indicatorul 17.4.1 reprezintă „Serviciul datoriei ca pondere din exporturile de bunuri și servicii”.

### Ținta 17.5: Investiții în țările cel mai puțin dezvoltate
Textul integral al Țintei 17.5 este: „Adoptarea și implementarea regimurilor de promovare a investițiilor pentru țările cel mai puțin dezvoltate".
Această țintă are un singur indicator: indicatorul 17.5.1 reprezintă „Numărul de țări care adoptă și implementează regimuri de promovare a investițiilor pentru țările în curs de dezvoltare, inclusiv țările cel mai puțin dezvoltate.

### Ținta 17.6: Partajarea cunoștințelor și cooperarea pentru accesul la știință, tehnologie și inovare
Textul integral al Țintei 17.6 este: „Consolidarea cooperării nord-sud, sud-sud, triunghiulare regionale și internaționale, accesul la știință, tehnologie și inovare și îmbunătățirea schimbului de cunoștințe în condiții convenite de comun acord, inclusiv prin îmbunătățirea coordonării între mecanismele existente, în special la nivelul Națiunilor Unite și printr-un mecanism global de facilitare a transferului de tehnologie".
Această țintă are un singur indicator: indicatorul 17.6.1 reprezintă „Numărul de abonamente la internet fix în bandă largă la 100 de locuitori, după viteza de transfer”.
În 2020 s-a decis eliminarea fostului indicator 17.6.1: „Numărul de acorduri și programe de cooperare științifică și/sau tehnologică între țări, după tipul de cooperare”.

### Ținta 17.7: Promovarea tehnologiilor durabile în țările în curs de dezvoltare

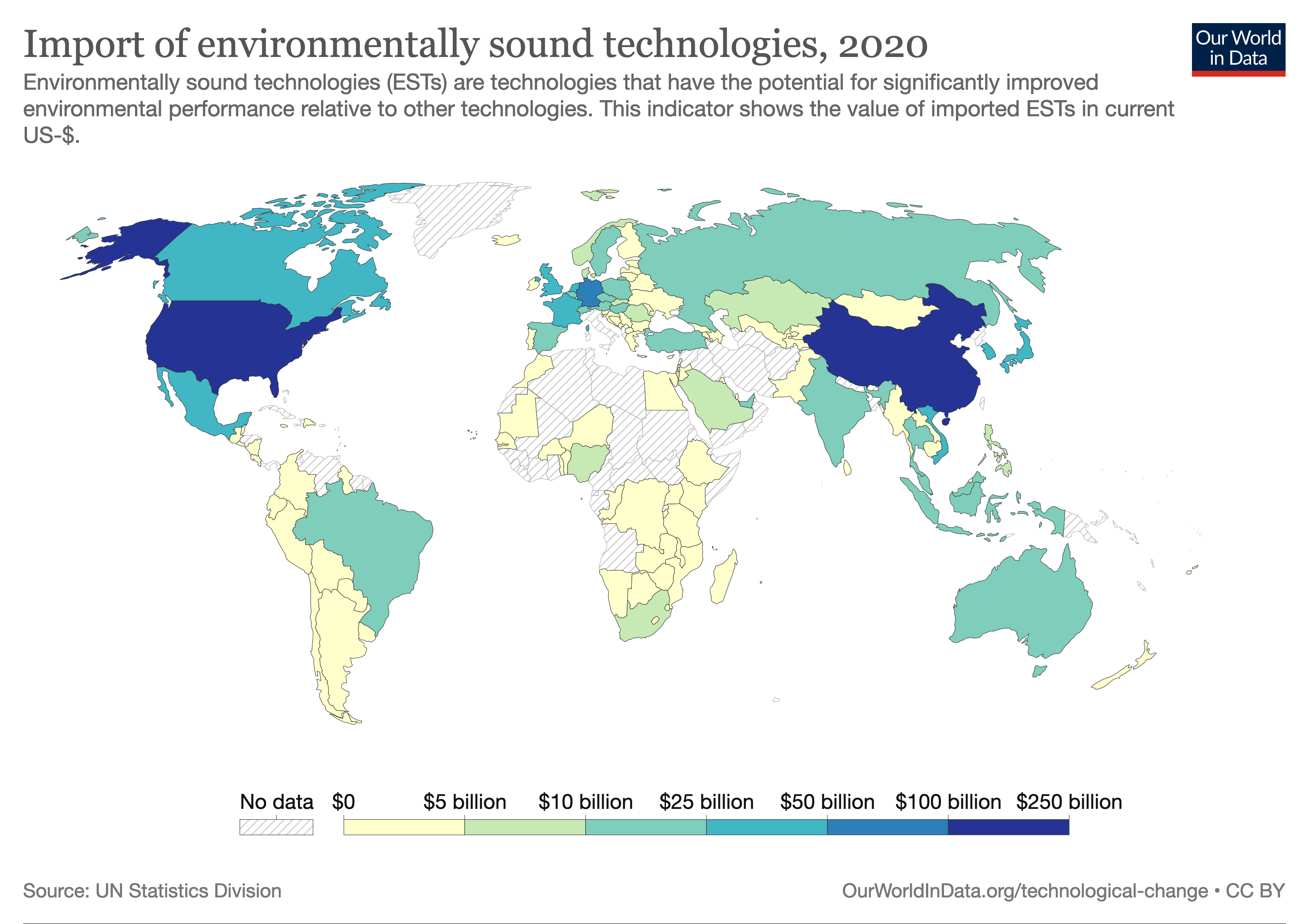
Harta lumii pentru indicatorul 17.7.1: Import de tehnologii ecologice

Textul integral al Țintei 17.7 este: „Promovarea tehnologiilor durabile în țările în curs de dezvoltare: promovarea dezvoltării, transferului, diseminării și difuzării tehnologiilor ecologice în țările în curs de dezvoltare în condiții favorabile, inclusiv în condiții concesionale și preferențiale, după cum s-a convenit de comun acord".
Această țintă are un singur indicator: indicatorul 17.7.1 reprezintă „Valoarea totală a finanțărilor destinate țărilor în curs de dezvoltare pentru promovarea dezvoltării, transferului, diseminării și difuzării tehnologiilor ecologice”.

### Ținta 17.8: Consolidarea capacităților în domeniile științei, tehnologiei și inovării din țările cel mai puțin dezvoltate

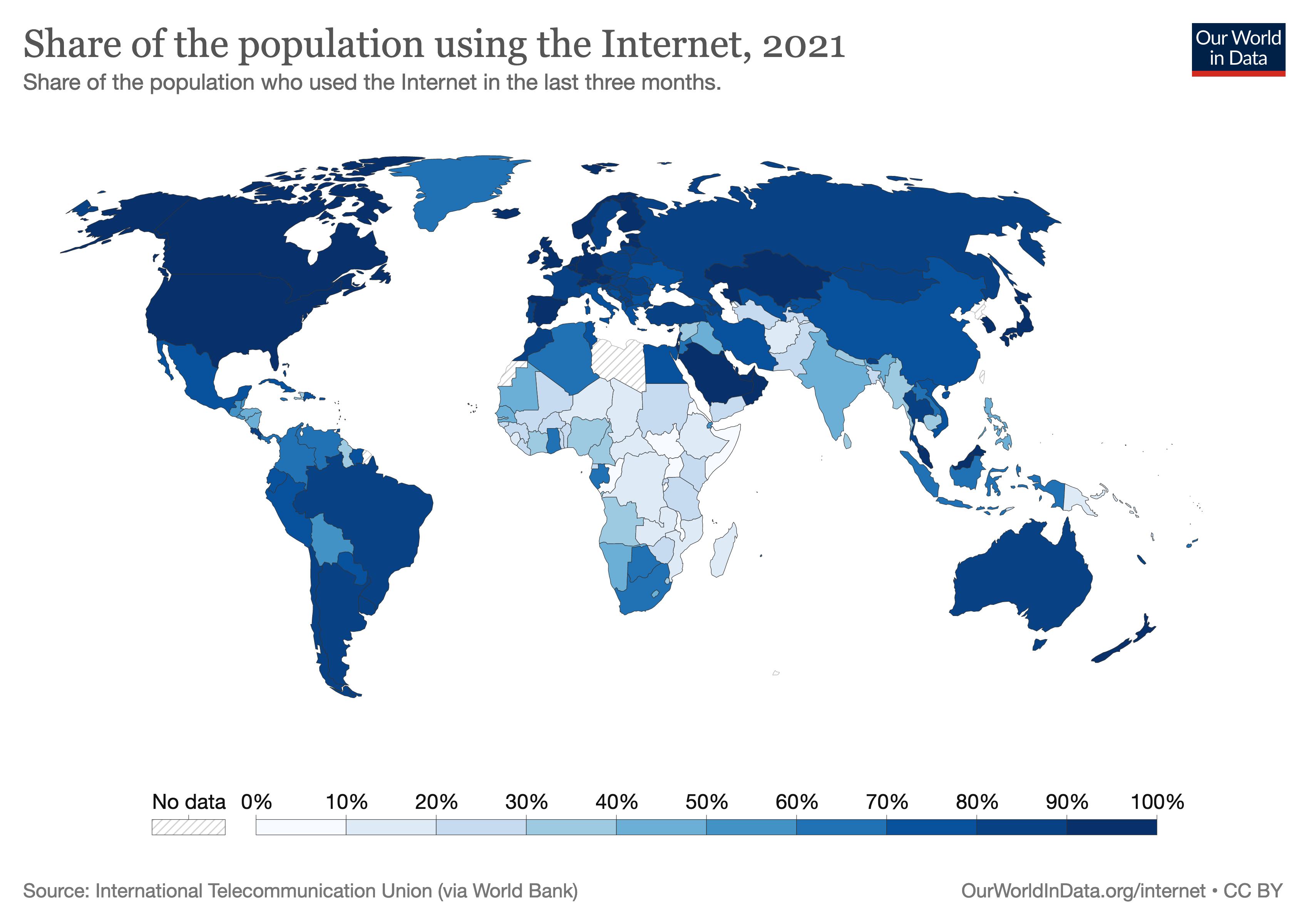
Harta lumii pentru indicatorul 17.8.1: Ponderea persoanelor care folosesc internetul

Textul integral al Țintei 17.8 este: „Operaționalizarea integrală a băncii de tehnologie și a mecanismului de consolidare a capacităților în domeniile științei, tehnologiei și inovării din țările cel mai puțin dezvoltate, în special tehnologia informației și comunicațiilor".
Această țintă are un singur indicator: indicatorul 17.8.1 reprezintă „Ponderea persoanelor care folosesc internetul”.
În ciuda creșterii ponderii globale legate de accesul la internet, decalajul digital persistă.

### Ținta 17.9: Creșterea capacităților din domeniul ODD în țările în curs de dezvoltare
Textul integral al Țintei 17.9 este: „Îmbunătățirea sprijinului internațional pentru consolidatea eficientă și direcționată a capacităților în țările în curs de dezvoltare pentru a sprijini planurile naționale de implementare a tuturor Obiectivelor de Dezvoltare Durabilă, inclusiv prin cooperarea nord-sud, sud-sud și triunghiulară".
Această țintă are un singur indicator: indicatorul 17.9.1 reprezintă „Valoarea în dolari SUA a asistenței financiare și tehnice (inclusiv prin cooperare nord-sud, sud-sud și triunghiulară) destinată țărilor în curs de dezvoltare”.

### Ținta 17.10: Promovarea unui sistem comercial universal în cadrul OMC

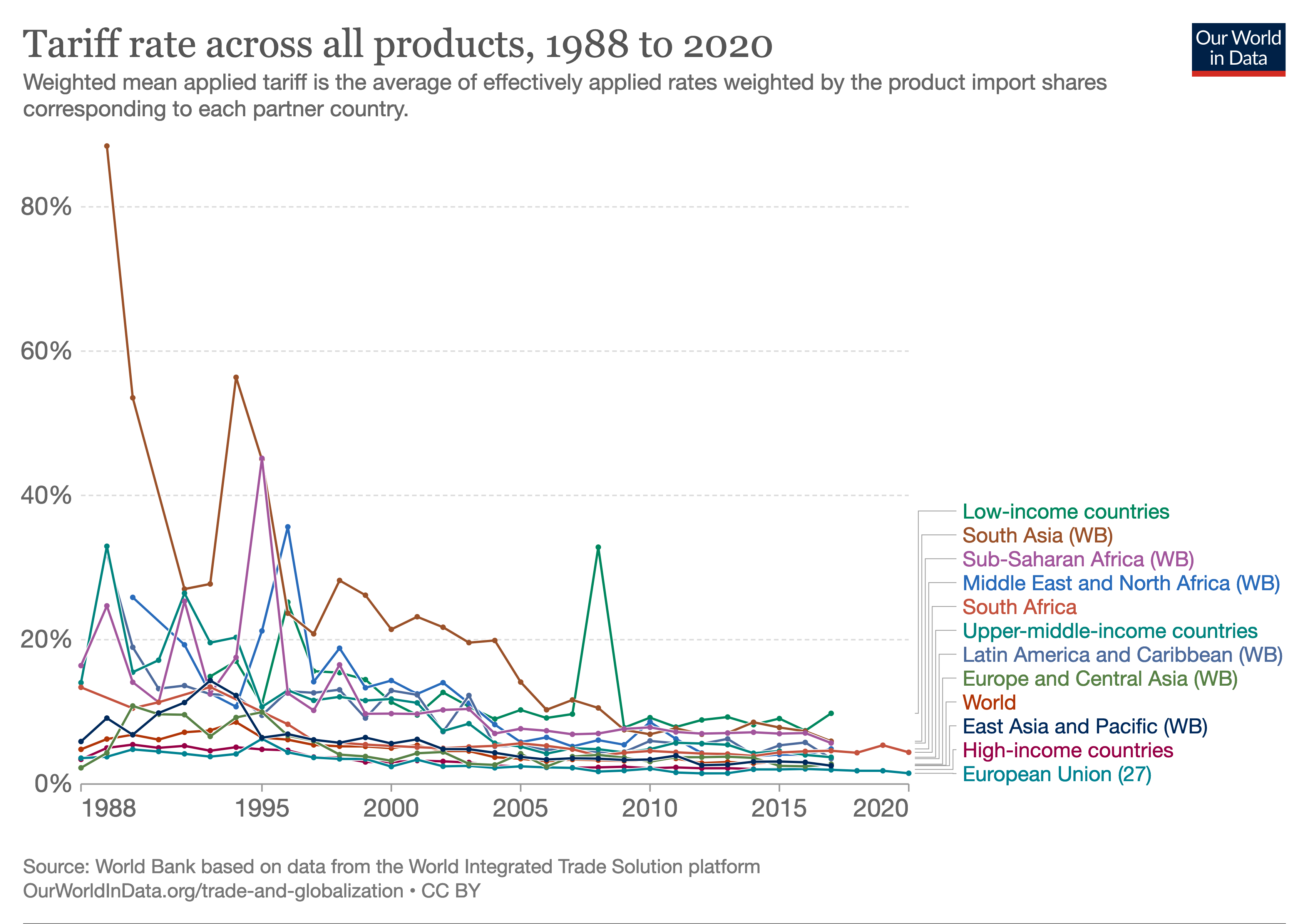
Grafic global pentru indicatorul 17.10.1: Tarifele vamale pentru toate produsele

Textul integral al Țintei 17.10 este: „Promovarea unui sistem comercial multilateral universal, bazat pe reguli, deschis, nediscriminatoriu și echitabil în cadrul Organizației Mondiale a Comerțului, inclusiv prin încheierea negocierilor în cadrul Agendei de dezvoltare de la Doha".
Această țintă are un singur indicator: indicatorul 17.10.1 reprezintă „Media ponderată a tarifelor vamale la nivel mondial”.

### Ținta 17.11: Creșterea exporturilor țărilor în curs de dezvoltare

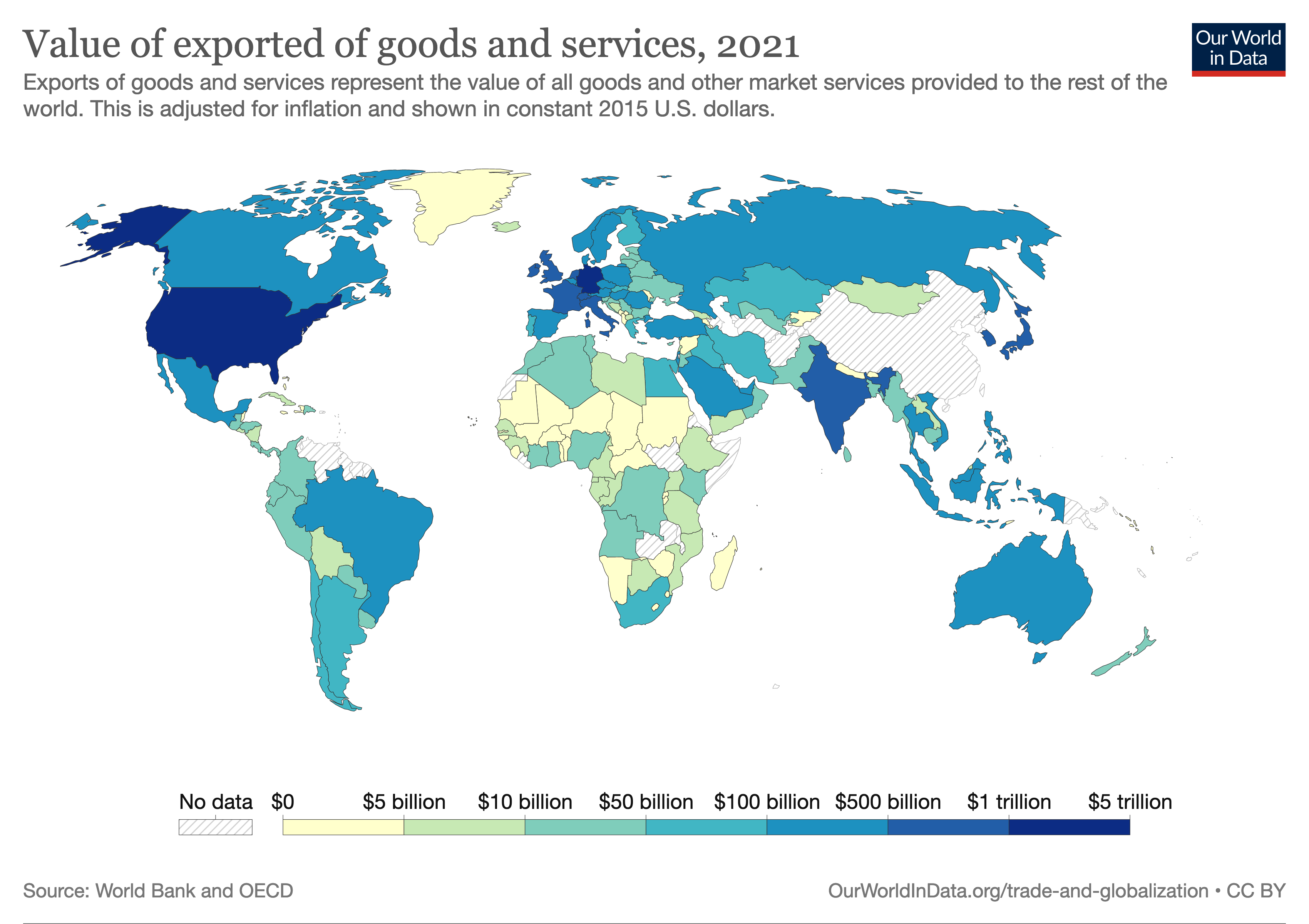
Harta lumii pentru indicatorul 17.11.1: Valoarea mărfurilor și serviciilor exportate

Textul integral al Țintei 17.11 este: „Creșterea semnificativă a exporturilor țărilor în curs de dezvoltare, în special în vederea dublării ponderii țărilor cel mai puțin dezvoltate din exporturile globale până în 2020".
Această țintă are un singur indicator: indicatorul 17.11.1 reprezintă „Ponderea țărilor în curs de dezvoltare și a țărilor cel mai puțin dezvoltate în exporturile globale”.

### Ținta 17.12: Eliminarea barierelor comerciale pentru țările cel mai puțin dezvoltate
Textul integral al Țintei 17.12 este: „Realizarea implementării în timp util a accesului pe piață fără taxe și cote pe o bază durabilă pentru toate țările cel mai puțin dezvoltate, în conformitate cu deciziile Organizației Mondiale a Comerțului, inclusiv prin asigurarea faptului că regulile de origine preferențiale aplicabile importurilor din țările cel mai puțin dezvoltate sunt simple, transparente și contribuie la facilitarea accesului pe piață".
Această țintă are un singur indicator: indicatorul 17.12.1 reprezintă „Tarifele vamale medii ponderate cu care se confruntă țările în curs de dezvoltare, țările cel mai puțin dezvoltate și statele insulare mici în curs de dezvoltare”.

### Ținta 17.13: Consolidarea stabilității macroeconomice globale

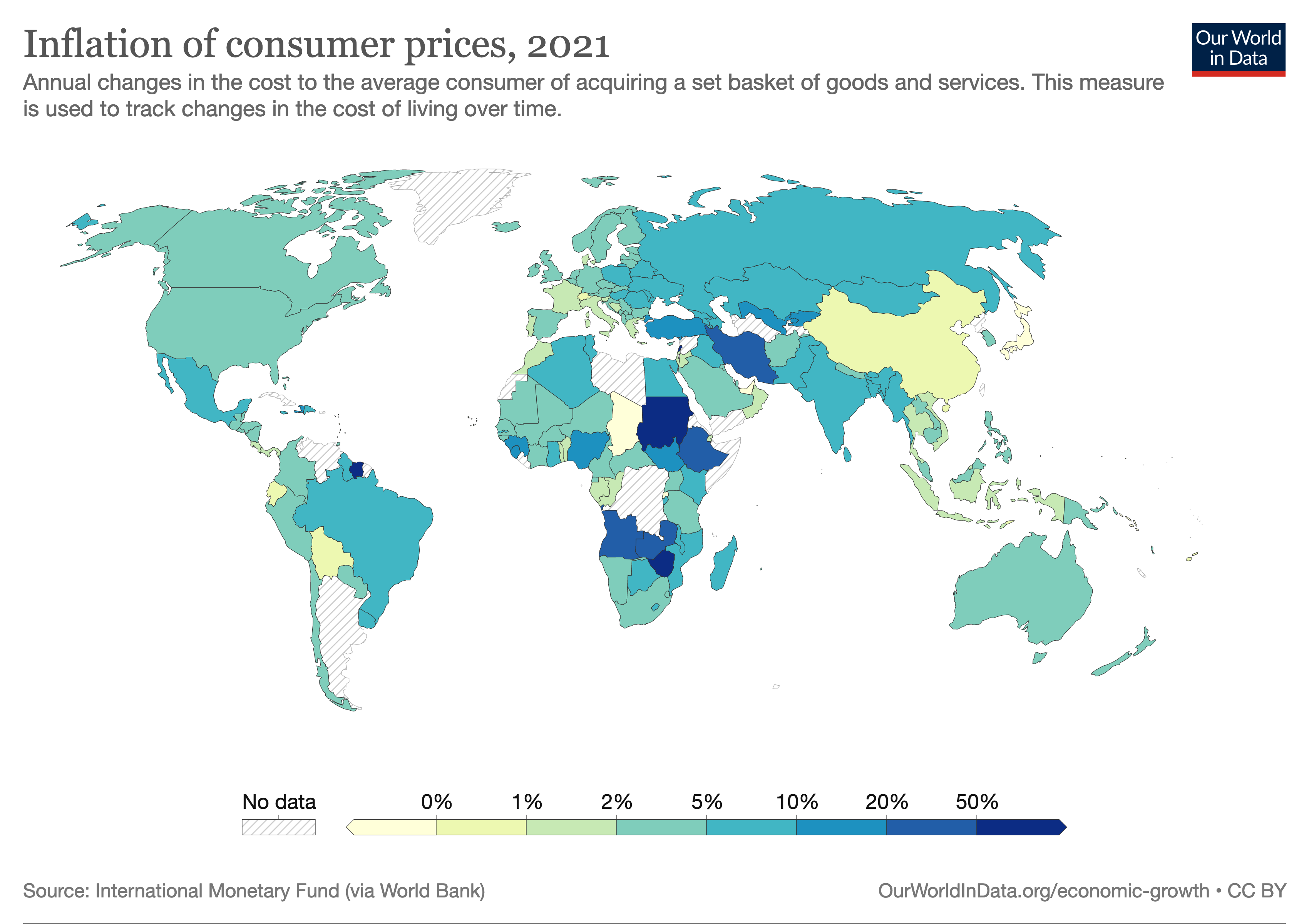
Harta lumii pentru indicatorul 17.13.1: Rata inflației prețurilor de consum

Textul integral al Țintei 17.13 este: „Consolidarea stabilității macroeconomice globale, inclusiv prin coordonarea politicilor și coerența politicilor".
Această țintă are un singur indicator: indicatorul 17.13.1 reprezintă „Tabloul de bord macroeconomic (Macroeconomic Dashboard)”.

### Ținta 17.14: Îmbunătățirea coerenței politicilor privind dezvoltarea durabilă
Textul integral al Țintei 17.14 este: „Îmbunătățirea coerenței politicilor privind dezvoltarea durabilă” până în 2030".
Această țintă are un singur indicator: indicatorul 17.14.1 reprezintă „Numărul de țări cu mecanisme implementate pentru sporirea coerenței politicilor de dezvoltare durabilă”.

### Ținta 17.15: Creșterea capacităților din domeniul ODD în țările în curs de dezvoltare

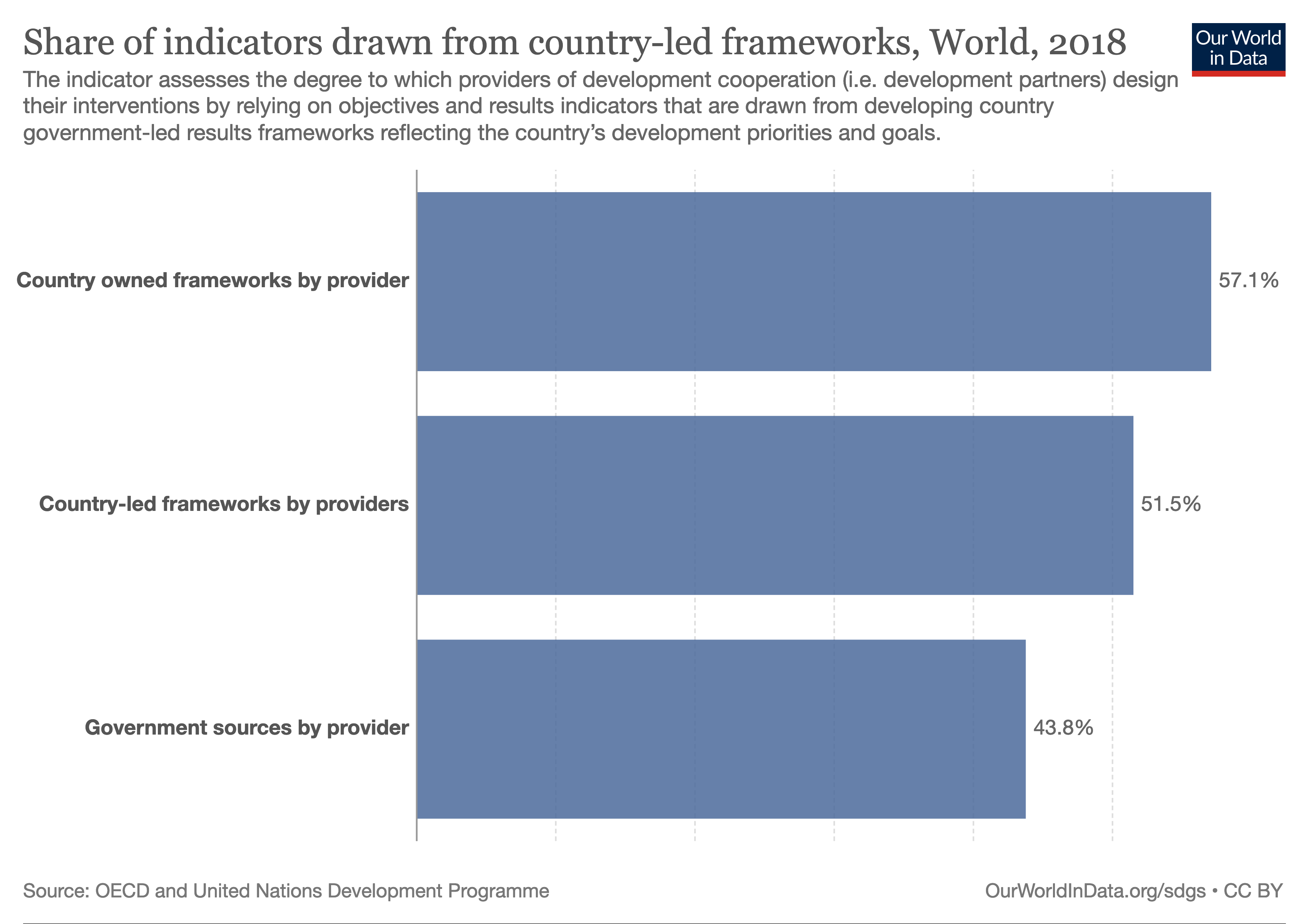
Grafic pentru indicatorul 17.15.1: Ponderea la nivel global a rezultatelor, indicatorilor și noilor intervenții extrase din cadrele naționale

Textul integral al Țintei 17.15 este: „Respectarea spațiului politic și conducerii fiecărei țări în pivința stabilirii și implementării de politici privind eradicarea sărăciei și dezvoltarea durabilă".
Această țintă are un singur indicator: indicatorul 17.9.1 reprezintă „Gradul de utilizare de către furnizorii de cooperare pentru dezvoltare a cadrelor de rezultate și a instrumentelor de planificare stabilite la nivel național”. Indicatorul evaluează gradul în care furnizorii de cooperare pentru dezvoltare (partenerii de dezvoltare) își proiectează intervențiile bazându-se pe obiective și indicatori de rezultate care sunt extrași din cadrele de rezultate stbilite de guvern din țările în curs de dezvoltare care reflectă prioritățile și obiectivele de dezvoltare ale țării.

### Ținta 17.16: Consolidarea parteneriatului global pentru dezvoltare durabilă
Textul integral al Țintei 17.16 este: „Consolidarea Parteneriatului Global pentru Dezvoltare Durabilă, completat de parteneriate cu mai multe părți interesate care mobilizează și împărtășesc cunoștințe, expertiză, tehnologie și resurse financiare, pentru a sprijini atingerea Obiectivelor de Dezvoltare Durabilă în toate țările, în special în țările în curs de dezvoltare".
Această țintă are un singur indicator: indicatorul 17.16.1 reprezintă „Numărul de țări care raportează progrese în cadrele de monitorizare a eficacității dezvoltării multi-părți interesate care sprijină atingerea Obiectivelor de Dezvoltare Durabilă”.

### Ținta 17.17: Încurajarea parteneriatelor eficiente

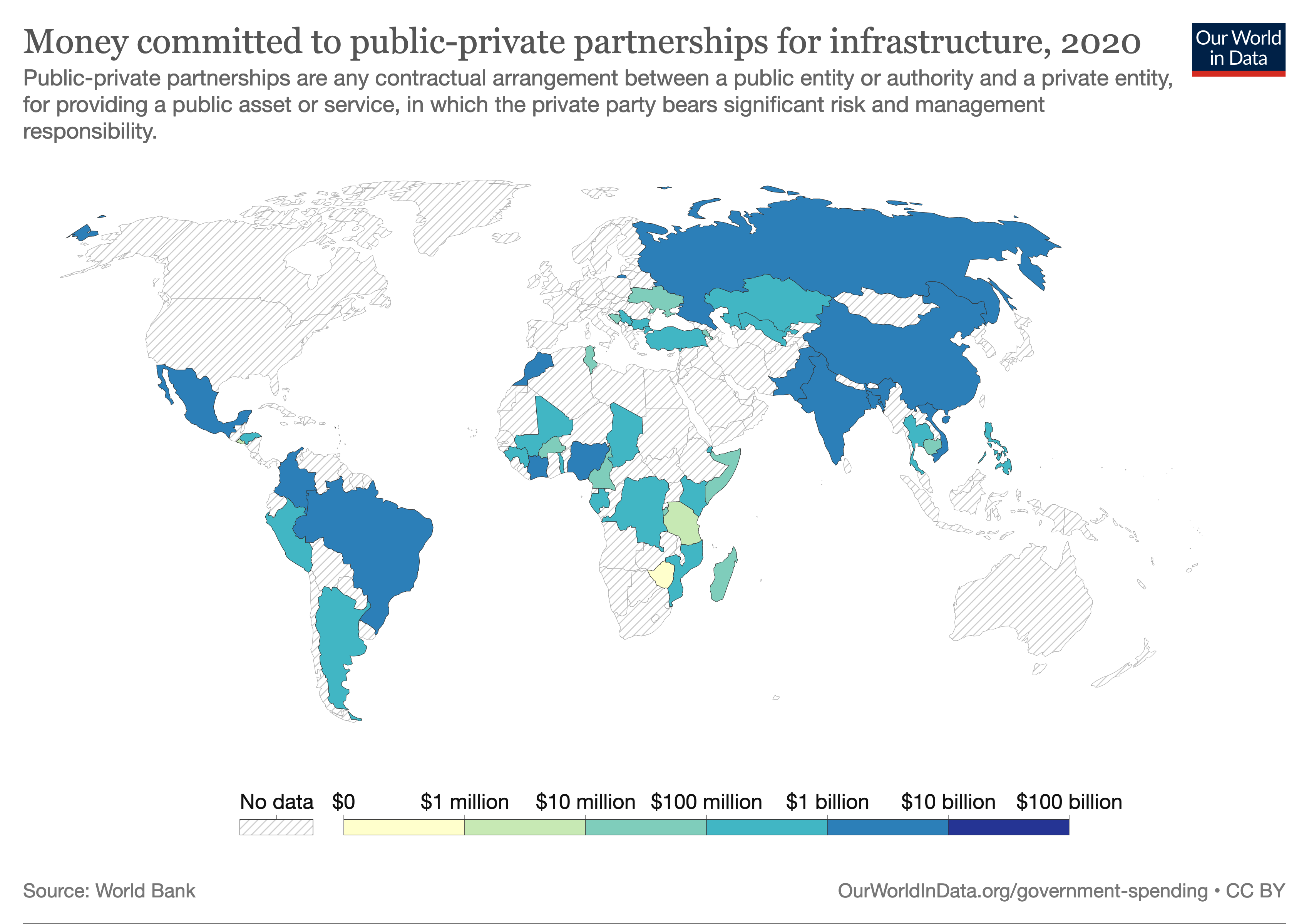
Harta lumii pentru indicatorul 17.17.1: Fonduri angajate în parteneriate public-privat pentru infrastructură

Textul integral al Țintei 17.17 este: „Încurajarea și promovarea parteneriatelor publice, public-private și ale societății civile eficiente, bazate pe experiența și strategiile de resurse ale parteneriatelor".
Această țintă are un singur indicator: indicatorul 17.17.1 reprezintă „Valoarea în dolari SUA destinată parteneriatelor public-privat pentru infrastructură”.

### Ținta 17.18: Creșterea disponibilității datelor viabile

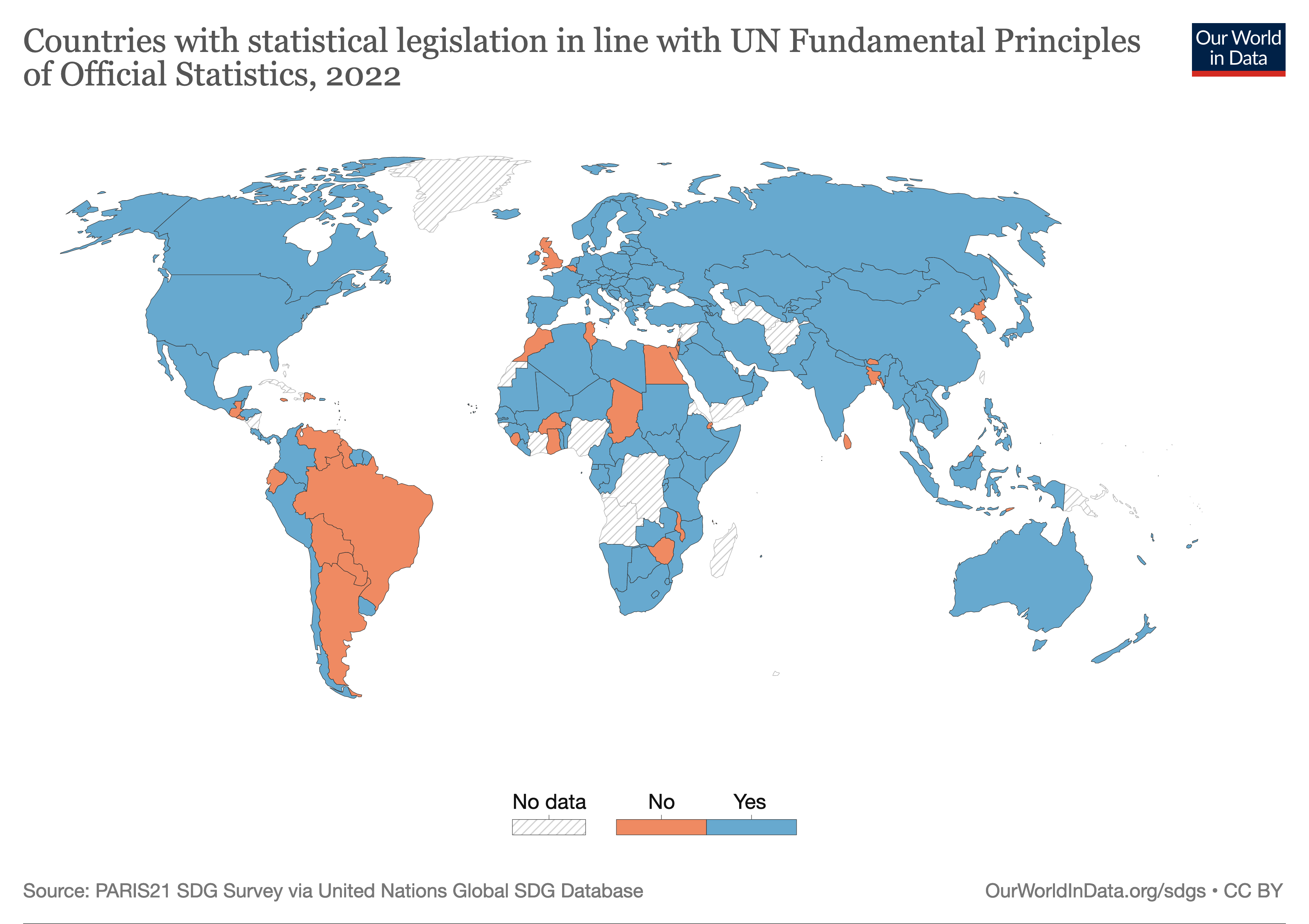
Harta lumii pentru indicatorul 17.18.2: Numărul de țări care au legislație statistică națională care respectă Principiile fundamentale ale statisticii oficiale

Textul integral al Țintei 17.18 este: „Până în 2020, îmbunătățirea sprijinului pentru consolidarea capacităților pentru țările în curs de dezvoltare, inclusiv pentru țările cel mai puțin dezvoltate și pentru statele insulare mici în curs de dezvoltare, pentru a crește semnificativ disponibilitatea datelor de înaltă calitate, la timp și viabile".
Această țintă are trei indicatori:
- indicatorul 17.18.1: „Indicatorul de capacitate statistică pentru monitorizarea Obiectivelor de Dezvoltare Durabilă”,
- indicatorul 17.18.2: „Numărul de țări care au legislație statistică națională care respectă Principiile fundamentale ale statisticii oficiale[n 4]”,
- indicatorul 17.18.3: „Numărul de țări cu un plan statistic național care este finanțat integral și în curs de implementare, în funcție de sursa de finanțare”.

Indicatorul 17.18.1 este măsurat folosind indicatorul capacității statistice, care oferă o imagine de ansamblu asupra capacității sistemului statistic național al unei țări. Deoarece Indicatorul de Capacitate Statistică este în curs de revizuire, pentru acest indicator nu sunt disponibile date. Pentru indicatorul 17.18.2, Principiile fundamentale ale statisticii oficiale (Fundamental Principles of Official Statistics) se referă la un set de 10 principii elaborate de Comisia de Statistică a Națiunilor Unite pentru a ghida agențiile naționale de statistică în principalele considerații tehnice și etice implicate în activitatea lor și care au fost adoptate de Adunarea Generală ONU în 29 ianuarie 2014 (Rezoluția A/RES/68/261).

### Ținta 17.19: Continuarea dezvoltării monitorizării progresului
Textul integral al Țintei 17.19 este: „Până în 2030, continuarea dezvoltării monitorizării progresului în domeniul dezvoltării durabile care să completeze produsul intern brut, bazată pe inițiativele existente și sprijinirea consolidării capacității statistice în țările în curs de dezvoltare".
Această țintă are doi indicatori:
- indicatorul 17.19.1: „Valoarea în dolari SUA a tuturor resurselor puse la dispoziție pentru consolidarea capacității statistice în țările în curs de dezvoltare”,
- indicatorul 17.19.2: „Ponderea țărilor care (a) au efectuat cel puțin un recensământ al populației și al locuințelor în ultimii 10 ani și (b) au atins un nivel de 100% în privința înregistrării nașterilor și 80% în privința înregistrării deceselor”.

### Agenții custode
Agențiile custode au sarcina de a măsura progresul indicatorilor.
- pentru indicatorii 17.1.1 și 17.1.2: Fondul Monetar Internațional (FMI)
- pentru indicatorii 17.2.1 și 17.9.1: Organizația pentru Cooperare și Dezvoltare Economică (OCDE)
- pentru indicatorul 17.3.1: Organizația pentru Cooperare și Dezvoltare Economică (OCDE) și Conferința Națiunilor Unite pentru Comerț și Dezvoltare ( UNCTAD)
- pentru indicatorii 17.3.2, 17.4.1 și 17.17.1: Banca Mondială (BM)
- pentru indicatorul 17.5.1: Conferința Națiunilor Unite pentru Comerț și Dezvoltare (UNCTAD)
- pentru indicatorul 17.6.1: Institutul UNESCO pentru Statistică (UNESCO-UIS)
- pentru indicatorul 17.6.2: Uniunea Internațională pentru Telecomunicații (ITU)
- pentru indicatorul 17.7.1: Programul Națiunilor Unite pentru Mediu-Centrul și Rețeaua de Tehnologie Climatică (UNEP-CTCN)
- pentru indicator pentru 17.8.1: Uniunea Internațională pentru Telecomunicații (ITU)
- pentru indicatorii 17.10.1, 17.11.1, 17.12.1 și 17.13.1: Organizația Mondială a Comerțului (OMC), Centrul Comerțului Internațional (ITC) și [[Conferința Națiunilor Unite pentru Comerț și Dezvoltare] ] (UNCTAD)
- pentru indicatorul 17.14.1: Programul Națiunilor Unite pentru Mediu (UNEP)
- pentru indicatorii 17.15.1 și 17.16.1: Organizația pentru Cooperare și Dezvoltare Economică (OCDE) și Programul Națiunilor Unite pentru Dezvoltare (UNDP)
- pentru indicatorii 17.18.1 și 17.19.2: Departamentul de Afaceri Economice și Sociale al Națiunilor Unite, Divizia de Statistică a Organizației Națiunilor Unite (DESA-UNSD)
- pentru indicatorii 17.18.2 17.18.3 și 17.19.1: Parteneriatul în statistică pentru dezvoltare în secolul 21 (Partnership in Statistics for Development in the 21st Century - PARIS21)

## Provocări
Provocările includ absența datelor, tensiunile comerciale și COVID-19. În special, o reapariție exacerbată a tensiunilor geopolitice și a naționalismului amenință să submineze cooperarea privind ODD.

### Impactul pandemiei de Covid-19
Secretarul general al ONU a elaborat o strategie care a prezentat o viziune asupra modului în care rețeaua globală poate avea o reacție puternică și organizată la pandemia COVID-19. Raportul 2020 privind finanțarea creșterii economice urmărește măsurile pentru a aborda efectul recesiunii la nivel mondial și al crizei financiare, în special în cele mai sărace națiuni ale lumii. Pentru a sprijini comunitățile sărace, a fost înființat și un Fond ONU de răspuns și recuperare la COVID-19 (UN COVID-19 Response & Recovery Fund). Fondul a mobilizat resurse de la 26 de donatori și a alocat 83,6 milioane USD pentru 97 de inițiative comune în sprijinul eforturilor de redresare socioeconomică în 84 de țări din întreaga lume, deși valoarea sprijinului către țările cu venituri mici era de așteptat să scadă, iar investițiile globale să se reducă cu 40% din cauza pandemiei.

## Critici

### Parteneriate cu finanțare privată
Există îngrijorări că Ținta 17.17 ar putea submina restul ODD-urilor. Într-adevăr, conform unui raport al ONU din 2018, „din punct de vedere al costurilor, finanțarea privată este mai costisitoare decât cea publică, iar parteneriatele public-privat pot implica, de asemenea, costuri mari de proiectare, management și tranzacție datorită complexității lor și nevoii de consiliere externă”:156. În plus, negocierile acestor parteneriate public-privat pot cauza întârzieri de câțiva ani în proiecte.

## Monitorizare și progres
Forumul Politic la Nivel Înalt pentru Dezvoltare Durabilă al ONU (High-level Political Forum on Sustainable Development - HLPF) se întrunește în fiecare an pentru monitorizarea globală a ODD, sub auspiciile Consiliului Economic și Social al Națiunilor Unite. Rapoartele de progres la nivel înalt pentru toate ODD-urile sunt publicate de Secretarul General al Națiunilor Unite. Actualizările și progresele pot fi găsite și pe site-ul SDG, care este gestionat de Departamentul Națiunilor Unite pentru Afaceri Economice și Sociale, Divizia de Statistică a Organizației Națiunilor Unite sau pe site-ul Our World in Data.